# 旭爪あかね
旭爪 あかね（ひのつめ あかね、1966年11月12日 - 2020年11月8日）は、日本の小説家。千葉県柏市出身。

## 略歴
宇都宮大学農学部卒業後、同大学院農学研究科修士課程修了。1993年、日本共産党へ入党。団体職員も経験したが、人間関係などから約9年間いわゆる引きこもり状態になり、そこから小説を書き始める。1997年、「冷たい夏」で第2回民主文学新人賞を受賞し、翌年『民主文学』誌に発表した長編『世界の色をつかまえに』（単行本は本の泉社、ISBN 4-88023-195-9）で、将来に悩む大学院生の生活を描いた。
その後、引きこもりの女性と農村の男性との文通からの交流を描いた『稲の旋律』（ISBN 4-406-02878-1）は、『しんぶん赤旗』連載時から評判を呼び、多喜二・百合子賞を受賞、『アンダンテ～稲の旋律』の題名で映画化もされた。その後も、続編『風車の見える丘』『月光浴』などの作品を発表し、民主主義文学の「若手作家」として活躍していた。
日本民主主義文学会では、2013年から副会長を務めていたが、病気療養のため2019年で退任した。
2020年11月8日、卵巣がんで死去した。

## 著作
- 世界の色をつかまえに（1999年5月、本の泉社）
- 稲の旋律（2002年4月、新日本出版社）
- 菜の花が咲いたよ（2003年6月、本の泉社） - 農民運動について書いたノンフィクション
- 風車の見える丘（2005年10月、新日本出版社）
- 月光浴（2010年1月、新日本出版社）
- 歩き直してきた道（2014年6月、新日本出版社） - 作者自身の鬱病体験などについて書いたエッセイ